# Санам Луанг
Санам Луанг (тайск.: สนามหลวง) - это овальная площадь перед Королевским дворцом в Бангкоке. Здесь проводятся различные королевские церемонии, включая кремацию тела усопшего короля или королевскую церемонию первой борозды, которая устраивается ежегодно в мае. Неподалеку от Санам Луанг находятся Национальный музей Бангкока, Национальная галерея, Департамент изящных искусств, университет Тхаммасат. Санам Луанг расположен перед Ват Пхра Кео и королевским дворцом в центре Бангкока. Площадь Санам Луанга составляет более 120 м2.

## История
При первом короле династии Чакри Раме I площадь Санам Луанг стали использовать как место для кремации членов королевской семьи, а также для проведения различных церемоний. В период правления короля Рамы III Санам Луанг использовали в качестве поля для выращивания риса. Таким образом король государства хотел показать своему народу и соседним государствам, что земля в Таиланде плодородна, а само Королевство – процветает.   
Король Рама IV Монгкут избрал Санам Луанг как место для проведения церемонии Первой борозды, которая служила сигналом к началу сельскохозяйственных работ по всей стране. Эта церемония проводилась лично королём Таиланда. Он обращался к духам с просьбой о богатом урожае. Вокруг площади Санам Луанг были установлены низкие ограждения. Кроме того, было установлено небольшое помещение, где находились изображения и статуи Будды, необходимые для проведения церемонии. Королевский павильон располагался также непосредственно на площади, напротив него устанавливалась небольшая сцена, где исполнялись преимущественно танцевальные номера. Все эти действия совершались для того, что умилостивить духов и обеспечить народу урожайный год. 
Король Рама V Чулалонгкорн освободил Санам Луанг от ненужных построек, тем самым расширив площадь. Это было необходимо для подготовки к празднованию столетия Бангкока и правления династии Чакри, которое должно было состояться в 1897 году. Путешествие по странам Европы вдохновило Раму V Чулалонгкорна: после возвращения он с особым рвением стал обновлять «интерьеры» города, в том числе и Санам Луанг. Вокруг площади были высажены деревья. К 1967 году вдоль площади было высажено 750 деревьев. 
При Раме VI Вачиравуде площадь Санум Луанг использовалась для проведения многочисленных церемоний, а также как ипподром и поле для гольфа (популярность этой игры была связана с тем, что в Таиланд приезжало все больше гостей из Европы).
Король Рама IX Пхумипон Адульядет ежегодно проводил церемонию Первой борозды на площади Санам Луанг. В 1997 году на площади проводилось празднование 200-летия с момента основания Бангкока и основания правящей династии Чакри. В 1950 году на площади состоялась кремация короля Рамы VIII Ананды Махидона, в 1996 году кремация королевы-матери Синакхаринтхры. 
13 октября 2016 года скончался король Рама IX Пхумипон Адульядет. После известия о смерти любимого короля тайцы вышли на площадь Санам Луанг. Каждый день от 10 до 40 тысяч тайцев приходили к дворцу Дусит, чтобы попрощаться с отцом нации.  Кремация Пхумипона Адульядета состоялась 26 октября 2017 года. Для проведения кремации на площади Санам Луанг был возведён специальный многоярусный погребальный комплекс высотой около 50 метров.  Это здание может вместить несколько тысяч человек.   